# KBC Group
KBC Group — бельгийская банковская группа. Предоставляет банковские и страховые в Бельгии и некоторых других странах Европы. Входит в сотню крупнейших банков мира. Входит в структуру Интер-Альфа Групп.

## История
Группа была создана в 1998 году объединением двух бельгийских банков, Kredietbank и CERA Bank, и страховой компании ABB; первоначальное название было KBC Bank and Insurance Holding Company. В 1999 было завершено приобретение Irish Intercontinental Bank, ныне KBC Bank Ireland и банка ČSOB, работающего в Чехии и Словакии. К 2005 году было куплено ещё несколько банков и страховых компаний в Польше, Венгрии, Чехии и Словакии, все они были объединены в KBC Group. В 2006 и 2007 годах было сделано ещё несколько приобретений в Центральной Европе: румынская лизинговая компания Romstal Leasing и 7-й по величине страховой брокер Румынии — INK; KBC Securities приобрела Swiss Capital и онлайн брокера Венгрии Equitas; A Bank (Белград, Сербия); 70 % акций DZI Insurance, лидера рынка страхования, включая страхования жизни в Болгарии; 92,5 % акций Абсолют Банка.
В 2009 году группа решила сосредоточиться на наиболее прибыльных рынках, к 2014 году были проданы активы в Польше и России. В 2017 году были куплены болгарские компании UBB и Interlease. В 2020 году был куплен словацкий банк OTP Banka Slovensko. В 2021 году было достигнуто соглашение о продаже ирландских активов Банку Ирландии.

## Деятельность
Группа обслуживает 12 млн клиентов через сеть из 1265 отделений и 336 страховых офисов. Из выручки 7,2 млрд евро в 2020 году 4,5 млрд составил чистый процентный доход, 1,6 млрд — комиссионный доход, 0,9 млрд — страхование. Из активов 321 млрд евро половину составили выданные кредиты; принятые депозиты составили 188 млрд евро.
Основные регионы деятельности:
- Бельгия (бренды KBC, CBC, KBC Brussels) — 3,7 млн клиентов, 476 отделений, 62 % выручки, 19 % банковского рынка страны
- Чехия (ČSOB) — 4,2 млн клиентов, 212 отделений, 20 % выручки, 21 % рынка
- Словакия (ČSOB) — 0,8 млн клиентов, 175 отделений, 12 % рынка
- Венгрия (K&H) — 1,6 млн клиентов, 204 отделения, 11 % рынка
- Болгария (UBB, DZI) — 1,4 млн клиентов, 175 отделений, 10 % рынка
- Ирландия (KBC Bank Ireland)— 0,3 млн клиентов, 12 отделений, 8 % рынка[1]

## Дочерние компании
Основные дочерние компании группы на 2020 год:
- KBC Bank
  - KBC Bank NV (Брюссель, Бельгия)
  - CBC Banque SA (Намур, Бельгия)
  - Československá Obchodná Banka a.s. (Братислава, Словакия)
  - Československá Obchodní Banka a.s. (Прага, Чехия)
  - KBC Asset Management NV (Брюссель, Бельгия)
  - KBC Autolease NV (Лёвен, Бельгия)
  - KBC Bank Ireland Plc. (Дублин, Ирландия)
  - KBC Commercial Finance NV (Брюссель, Бельгия)
  - KBC IFIMA SA (Люксембург)
  - KBC Securities NV (Брюссель, Бельгия)
  - K&H Bank Zrt. (Будапешт, Венгрия)
  - Loan Invest NV (Брюссель, Бельгия)
  - OTP Banka Slovensko a.s. (Братислава, Словакия)
  - United Bulgarian Bank AD (София, Болгария)
- KBC Insurance (group)
  - KBC Insurance NV (Лёвен, Бельгия)
  - ADD NV (Хеверлее, Бельгия)
  - KBC Group Re SA (Люксембург)
  - ČSOB Pojišt’ovna a.s. (Пардубице, Чехия)
  - ČSOB Poist’ovňa a.s. (Братислава, Словакия)
  - DZI (group) (София, Болгария)
  - Groep VAB NV (Звийндрехт, Бельгия)
  - K&H Biztosító Zrt. (Будапешт, Венгрия)